# Romina Power
Pour les articles homonymes, voir Power.
Romina Power est une actrice, musicienne et chanteuse américaine naturalisée italienne, née le 2 octobre 1951 à Los Angeles, en Californie, aux États-Unis. Elle est connue pour son duo musical Al Bano et Romina Power avec son mari Albano Carrisi.

## Biographie

### Jeunesse
Romina Francesca Power naît le 2 octobre 1951 à Los Angeles, en Californie, aux (États-Unis). Elle est la fille de l'acteur Tyrone Power et de l'actrice Linda Christian.
Ses parents ayant divorcé en 1956, elle part vivre en Italie avec sa mère et sa sœur Taryn Power.

### Vie privée
Le 26 juillet 1970, elle épouse le chanteur Al Bano, avec qui elle avait chanté le duo Storia di due innamorati (Histoire de deux amoureux). Ils auront quatre enfants ensemble : Ylenia, née en 1970 et disparue à la Nouvelle-Orléans en 1994, Yari, né en 1973, Cristel, née en 1985 (future participante à la Fattoria, version italienne de la Ferme Célébrités), et Romina Jr, née en 1987[réf. souhaitée].

### Parcours
En 1975, le couple interprète Dialogo (Dialogue) et, en 1976, participe au Concours Eurovision de la chanson avec Noi lo rivivremo di nuovo (Nous le revivrons à nouveau) où ils se classent septièmes.
En 1981, ils interprètent Sharazan. L'année suivante ils sont au Festival de Sanremo avec Felicità (Bonheur), qui se classe en 2e position. [réf. souhaitée] Ils remportent le festival en 1984 avec Ci sarà. En 1985 ils sont de nouveau au Concours Eurovision de la chanson avec Magic oh magic. Ils terminent encore une fois 7e.
En 1987 sortent les tubes Nostalgia canaglia (Nostalgie canaille), 3e au Festival de Sanremo, et Libertà (Liberté).
Suit ensuite Cara terra mia, encore classé 3e à Sanremo en 1989[réf. souhaitée].
En 1991, le couple interprète à Sanremo Oggi sposi.
En 1996, Al Bano entame une carrière solo et en 1999 les époux divorcent. Al Bano épouse ensuite la présentatrice télé Loredana Lecciso.
En 2013, à la suite de la demande d’Al Bano, leur fille aînée Ylenia Carrisi disparue en 1994, dans des circonstances mystérieuses, est déclarée officiellement décédée.

## Discographie en Italie
Albums studio
- 1970 : 12 canzoni e una poesia

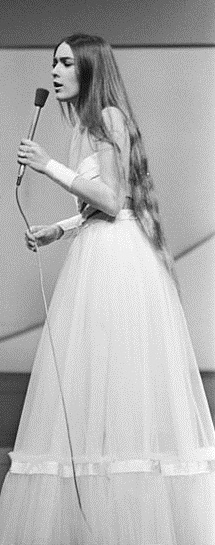
Romina Power au concours Eurovision de la chanson 1976.

- 1974 : Ascolta, ti racconto di un amore...
- 1975 : Con un paio di blue jeans
- 2012 : Da lontano

Singles
- 1966 : Quando gli angeli cambiano le piume/Apri quell'ombrello
- 1969 : Acqua di mare/Messaggio
- 1969 : La mia solitudine/Un canto d'amore
- 1970 : Armonia/Io sono per il sabato
- 1971 : Que serà serà/Due occhi chiari
- 1972 : Nostalgia/Un pensiero
- 1973 : Fragile storia d'amore/Un sentimento
- 1973 : Con un paio di blue jeans (è sempre estate in America)/I've had enough
- 1974 : E le comete si distesero nel blu/Le sirene, le balene, ecc...
- 1975 : Paolino maialino/Sognando Copacabana
- 1976 : Non due/Un uomo diventato amore
- 1979 : U.S. America/All'infinito
- 1980 : Laverne & Shirley/Waltz for Laverne
- 1981 : Il ballo del qua qua/Paolino maialino

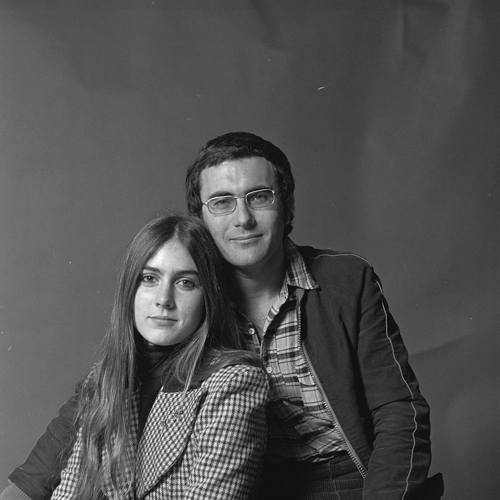
Al Bano et Romina Power en 1976.

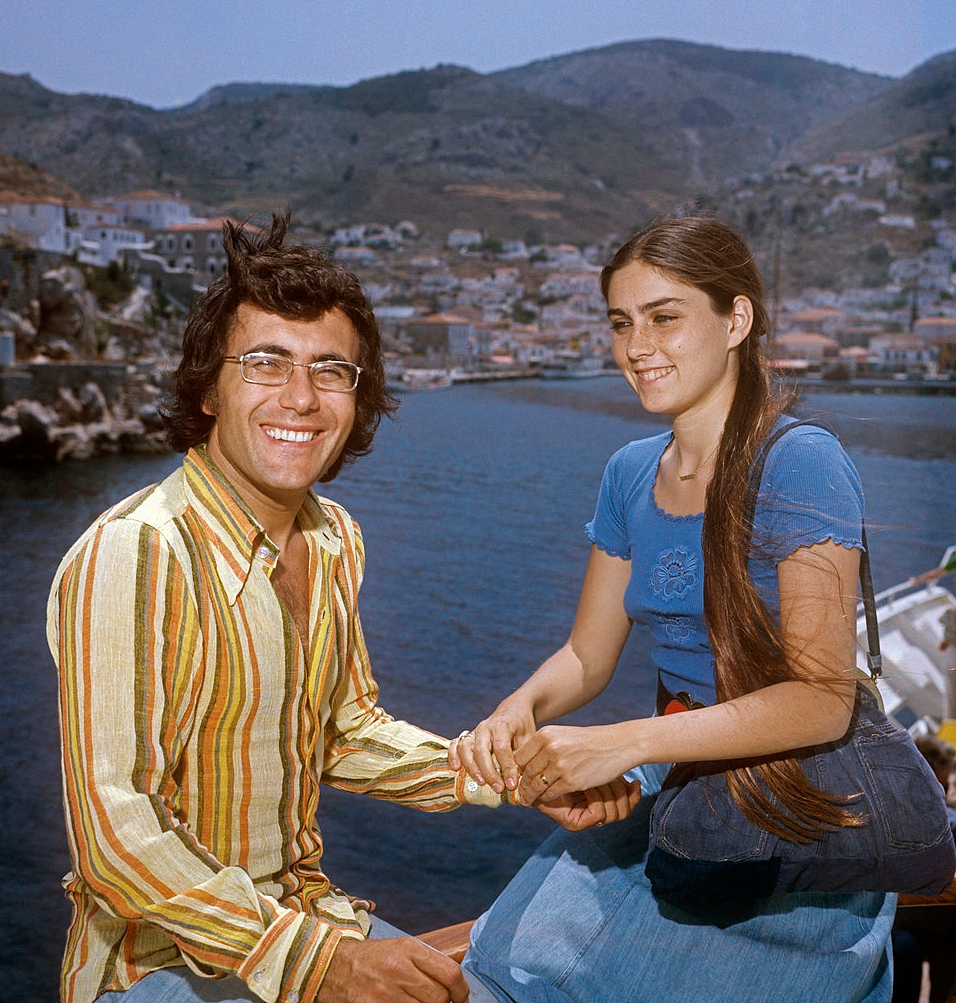
Al Bano et Romina Power en Grèce en 1975.

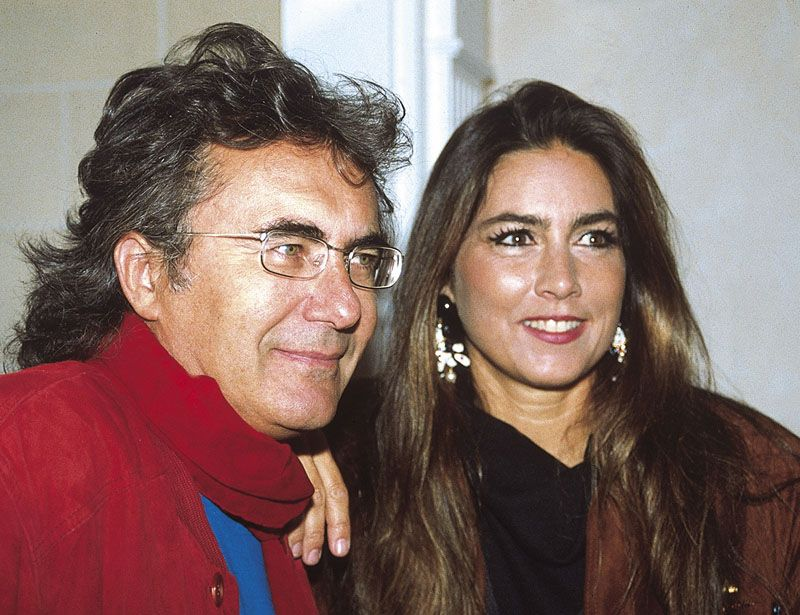
Al Bano et Romina Power dans les années 1990.

- 2014 : A message

Participations
- 1969 : Noël 2

### Avec Al Bano
Albums studio
- 1975 : Atto I
- 1977 : 1978
- 1979 : Aria pura
- 1982 : Felicità
- 1982 : Che angelo sei
- 1984 : Effetto amore
- 1986 : Sempre sempre
- 1987 : Libertà!
- 1988 : Fragile
- 1990 : Fotografia di un momento
- 1990 : Corriere di Natale
- 1993 : Notte e giorno
- 1995 : Emozionale
- 2020 : Raccogli l'attimo

Singles
- 1970 : Storia di due innamorati/ Quel poco che ho
- 1972 : Taca, taca, banda! (Good Old Fashioned Music)/ Notti di seta
- 1975 : Dialogo/ Amore nel duemila
- 1976 : We'll live it all again / Na na na
- 1977 : Prima notte d'amore/ Il covo delle aquile
- 1981 : Sharazan/ Prima notte d'amore
- 1982 : Felicità/ Arrivederci a Bahia
- 1982 : Tu soltanto tu (mi hai fatto innamorare)/ Parigi è bella com'è
- 1983 : Che Angelo Sei/ Perché
- 1984 : Ci sarà/ Quando un amore se ne va
- 1985 : Magic oh magic/ It's forever
- 1987 : Nostalgia canaglia/ Caro amore
- 1987 : Sempre sempre/ Saranda Okinawa
- 1987 : Libertà!/ Incredibile appuntamento
- 1988 : Makassar/ Quando si ama
- 1988 : Fragile/ Non voglio perderti
- 1989 : Cara terra mia/ Fragile
- 1990 : Donna per amore/ Non piangere
- 1991 : Oggi sposi/ Dialogo
- 1993 : Il mondo degli angeli
- 2020 : Raccogli l'attimo

Best of
- 1976 : Io con te
- 1991 : Le più belle canzoni
- 1992 : Vincerai

## Discographie à l'étranger

### Singles
France
- 1976 : Des Nuits Entières / Sognando Copacabana (Carrere, 49.237)
- 1976 : T'Aimer Encore Une Fois (Version Française) / T'Aimer Encore Une Fois (Version Italienne) (Carrere, 49.188)
- 1977 : Enlacés Sur Le Sable / Na na na (Carrere, 49.287)
- 1979 : Et Je Suis À Toi / Ore 10 (Carrere, 49.571)
- 1985 : Canzone blu / Grazie (Carrere)

Allemagne de l'Ouest
- 1976 : We'll live it all again (lo rivivrei) / Na na na (Libra, LBR 1204)
- 1990 : Donna per amore / Non piangere (Wea, 9031-71198-7)
- 1990 : Un Altro Natale / Leise rieselt der Schnee / White Christmas (Wea, 9031-72899-2)

Allemagne
- 1991 : Vincerai (Radio Edit) / Vincerai (Radio Dance Edit) / We'll Live It All Again / Vincerai (version album) (Wea, 9031-75623-2)
- 1991 : Oggi Sposi / Dialogo / Ci Sarà (Wea, 9031-73819-2)
- 1991 : Libertà / Nessun Dorma / Vincerai (Wea, 9031-76120-2)
- 1993 : Domani Domani / Torneremo A Venezia / Di Più / Mondo / Sha-E-O / In Controluce (Wea, PRO 779 - Promotionnel)
- 1993 : Domani Domani / In Controluce / Domani Domani (version Instrumentale) (Wea, 4509-91831-2)
- 1993 : (Torneremo A) Venezia / Sentire Ti Amo / Notte E Giorno (Wea, 4509-92804-2)
- 1993 : Sha-E-O / Il Profumo Delle Rose / Atto D'Amore (Wea, 4509-94144-2)
- 1995 : Impossibile / Resta Ancora / Dammi Un Segno (Wea, 0630 12365-2)
- 1995 : Na Na Na (Radio Version) / Everybody Loves / Na Na Na (version Paco de Lucía) (Wea, 0630-10405-2)
- 1996 : Emozionale - Na Na Na / Cantico / Impossibile (Wea, PRO 6022 - Promotionnel)
- 1996 : Anno 2000 / Eine Mutter, ein Kind, die Zeit und Ich / Medley (Wea, 0630-16748-2)

Portugal
- 1976 : Dialogo / Amore nel duemila (CBS)

Espagne
- 1976 : Viviremos Todo De Nuevo / Mai, Mai, Mai (Epic Records|Epic, EPC 4218)
- 1976 : Viviremos Todo De Nuevo / Na na na (CBS)
- 1979 : Aire puro / Oye Jesus (Baby Records)
- 1984 : Pasará / Ángeles (Baby Records, BRE 50313)
- 1988 : Fragile (corazon de hombre) / No lo pienses mas (Wea, 247 645-7)
- 1990 : Mujer por amor / No es sencillo amar (Wea)
- 1997 : Grandes Exitos - Na, Na, Na / Cantico / Arena Blanca, Mar Azul (Music Factory, S-005 - Promotionnel)
- 1997 : Sharazan (Version en Español) (Music Factory, M-31773-97 - Promotionnel)

### Albums
Argentine
- 1996 : Amor sagrado (Wea Records)

Bulgarie
- 1984 : The golden orpheus festival '84 (Balkanton)

France
- 1976 : Des nuits entières (Disques Carrère)
- 1982 : 13+3 (16 chanson 16 succès) (Disques Carrère)

Allemagne de l'Ouest
- 1983 : Amore mio (Baby Records)

Allemagne
- 1991 : Vincerai - Ihre grössten Erfolge (WEA Records)
- 1990 : Weihnachten bei uns zu Hause (WEA Records)
- 1996 : Ancora...zugabe (WEA Records)
- 2015 : The very best - Live aus Verona (Universal Music Group)

Espagne
- 1979 : Momentos (EMI / Odeon)
- 1981 : Sharazan (EMI / Odeon)
- 1982 : Felicidad (Baby Records)
- 1982 : Cantan en español (Baby Records)
- 1986 : Siempre siempre(Wea)
- 1987 : Libertad (Wea)
- 1989 : Fragile (Wea)
- 1990 : Fotografía de un momento (Wea)
- 1991 : Navidad ha llegado (Wea Latina)
- 1992 : Vencerás - Sus grandes éxitos (Wea)
- 1993 : El tiempo de amarse (Wea)
- 1996 : Amor sagrado (Wea)
- 1997 : Grandes éxitos (Wea)

## Filmographie

### Actrice de cinéma
- 1965 : Ménage à l'italienne (Ménage all'italiana) de Franco Indovina : Stella Robotti
- 1966 : Comment j'ai appris à aimer les femmes (Come imparai ad amare le donne) de Luciano Salce : Irene
- 1967 : Assicurasi vergine (it) de Giorgio Bianchi : Lucia Impallomeni
- 1967 : Nel sole d'Aldo Grimaldi : Lorena Vivaldi
- 1968 : L'oro del mondo d'Aldo Grimaldi : Lorena Vivaldi
- 1968 : Vingt-quatre heures de la vie d'une femme de Dominique Delouche : Mariette
- 1969 : Il suo nome è Donna Rosa (it) d'Ettore Maria Fizzarotti : Rosetta Belmonte
- 1969 : Pensando a te d'Aldo Grimaldi : Livia
- 1969 : Justine ou les Infortunes de la vertu (Marquis de Sade's Justine) de Jesús Franco : Justine
- 1969 : Perversion (Femmine insaziabili) d'Alberto De Martino : Gloria Brighton
- 1969 : Mortelle Symphonie (Las trompetas del apocalipsis) de Julio Buchs : Fanny
- 1970 : Mezzanotte d'amore (it) d'Ettore Maria Fizzarotti : Rosetta Belmonte
- 1970 : Angeli senza paradiso d'Ettore Maria Fizzarotti : Anna Roskoff
- 1983 : Champagne in paradiso (it) d'Aldo Grimaldi : Paola Davis
- 2007 : Go Go Tales d'Abel Ferrara : Yolanda Vega
- 2014 : Il segreto di Italia (it) d'Antonello Belluco (it) : Italia Martin (55 ans)
- 2016 : Quo vado? de Gennaro Nunziante : Elle-même
- 2021 : Nightmare Alley de Guillermo del Toro : Une spectatrice du spectacle

### Actrice de télévision
- 1969 : Nero Wolfe (Série TV) : Lois Jarrell
- 1975 : Signora Ava (Série TV) : Maddalena
- 1989 : Szeszélyes évszakok (Série TV) : Éneskeno
- 1996 : Le Retour de Sandokan (Il ritorno di Sandokan) (Série TV) : Surama

## Émissions télévisées
- Doppia coppia (Programma Nazionale, 1970)
- Una canzone e un sorriso (Programma Nazionale, 1972)
- Formula tre (Programma Nazionale, 1973)
- Tanto piacere (Secondo Programma, 1974)
- La signora Ava (Rete 1, 1975)
- Miraggi (Rete 1, 1977)
- 5 Minuti con Romina Power (Rete 1, 1977)
- L'uomo del tesoro di Priamo (Rete 1, 1977)
- Fantastico 2 (Rete 1, 1981-1982)
- Il tastomatto (Rai 2, 1985)
- Cinema Insieme (Rai 1, 1989-1990)
- Festa della Mamma (Canale 5, 1990-1991)
- Buon Natale (Canale 5, 1990)
- Tutti a Scuola (Canale 5, 1990)
- Al Bano e Romina Power Story (Rete 4, 1991)
- Il Circo di Moira, di Mosca e di Pechino (Canale 5, 1992)
- Romina presenta Tyrone Power (Rete 4, 1992)
- Gran Festa Italiana (Rete 4, 1992)
- Cellino S. Marco Paradiso del buonumore (Rete 4, 1993)
- Magiche Stelle Disney (Rai 1, 1994)
- Canzoni sotto l'albero (Canale 5, 1996) Giurata
- Per tutta la vita...? (Rai 1, 1998-2000)
- Un ponte fra le stelle - La befana dei bambini vittime delle guerre e del terrorismo (Rai 1, 2002)
- Ciak... si canta! (Rai 1, 2010)
- Signore e signori: Al Bano & Romina Power (Rai 1, Arena di Verona, 2015)
- Così lontani così vicini (Rai 1, 2016)
- Standing Ovation (Rai 1, 2017) Giurata
- 55 passi nel sole  (Canale 5, 2019)
- È la mia vita  (Documentario su Al Bano, Canale 5, 2019)
- Amici di Maria De Filippi (Canale 5, 2020) Ospite fissa con Al Bano

Elle est également l'égérie, en 1971, d'une série de sketches pour la marque Motta panettoni, dans l'émission publicitaire Carosello sur Programma Nazionale.

## Publications
- Autoritratto dalla A alla R, avec Al Bano, Milano, Rizzoli, 1991.  (ISBN 88-17-84082-3).
- Cercando mio padre, Rome, Gremese, 1998.  (ISBN 88-7742-321-8).
- Ho sognato Don Chisciotte, Milan, Bompiani, 2000.  (ISBN 88-452-4512-8).
- traduction de Bhagavan Das, Kalifornia (It's Here Now). Un diario spirituale, Rome, Arcana Editrice, 2005.  (ISBN 88-7966-392-5).
- Diario di Upaya. Upaya il racconto, avec DVD, Rome, Fazi Editore, 2005.  (ISBN 88-8112-657-5).
- Ti prendo per mano, Milan, Mondadori, 2015,  (ISBN 978-88-918-0378-8)
- Karma Express, Milan, Mondadori, 2017,  (ISBN 978-88-918-0785-4)